# Amidy kovů
Amidy kovů jsou komplexní sloučeniny obsahující atomy kovů s navázanými amidovými ligandy (NR2−). Amidové komplexy základního amidového ligandu NH2− jsou vzácné, častěji se používají amidy se dvěma organickými skupinami, například dimethylamidové. Amidové ligandy mohou do vazeb zapojit dva volné elektronové páry.

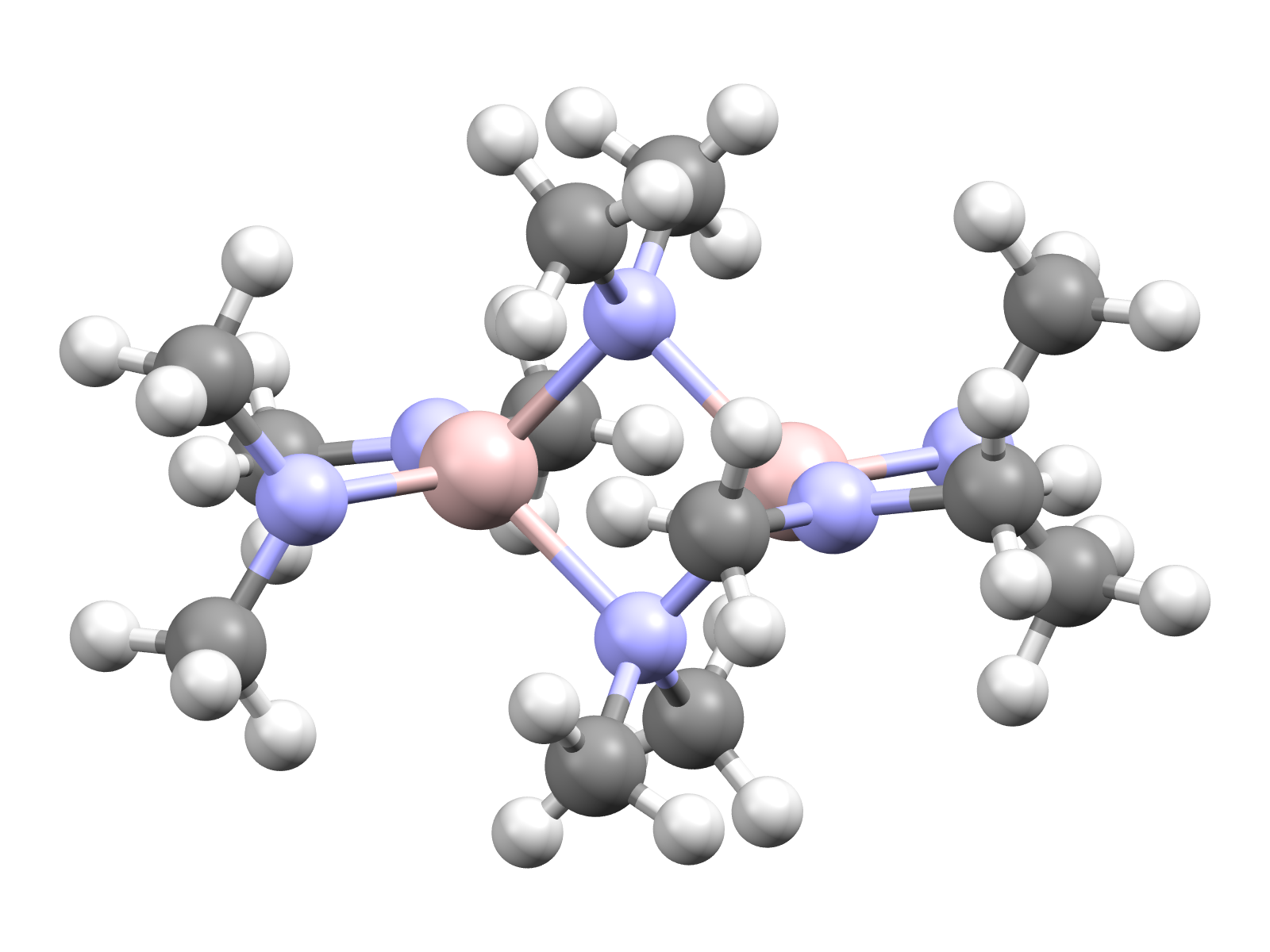
Dimer tris(dimethylamino)hliníku
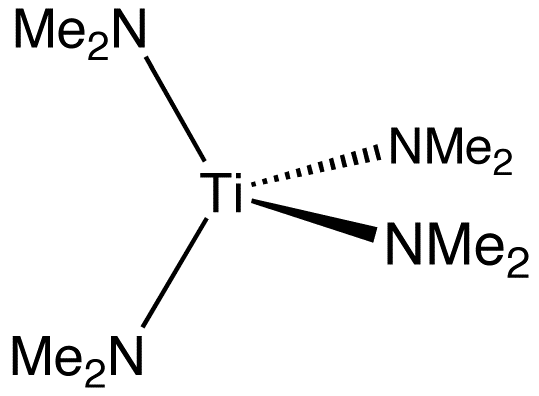
Tetrakis(dimethylamino)titan
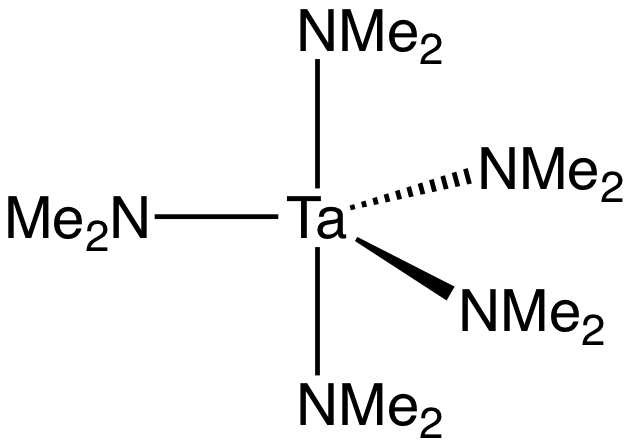
Pentakis(dimethylamido)tantal

## Struktura
Teoreticky mohou být komplexy M-NX2 pyramidální i rovinné, pyramidální ale nebyly pozorovány.
Amidová skupina je v mnohých případech můstkovým ligandem, některé sloučeniny obsahují můstkové i koncové amidové ligandy; u mohutnějších ligandů jsou můstky méně časté. Amidové skupiny mohou vytvářet mezi kovem a ligandem vazby π s kovy v jedné rovině s dusíkem a substituenty. Významnou skupinou jsou bis(trimethylsilyl)amidy, sloučeniny které bývají rozpustné v organických rozpouštědlech.

## Amidy alkalických kovů
Nejvýznamnějšími amidy kovů jsou lithné amidy. Připravují se reakcí n-butyllithia a odpovídajícího aminu:
R2NH + BuLi → R2NLi + BuH
Lithné amidy jsou lépe rozpustné než ostatní amidy alkalických kovů. Draselné amidy se připravují transmetalacemi lithných amidů terc-butoxidem draselným nebo reakcemi aminů s draslíkem, hydridem draselným, n-butyldraslíkem, nebo benzyldraslíkem.
Amidy alkalických kovů, MNH2 (M = Li, Na, K) je možné zakoupit. Amid sodný se vyrábí reakcí sodíku s amoniakem za katalýzy dusičnanem železitým. V čisté podobě má bílou barvu, ale příměs kovového železa jej může zbarvit do šeda.
2 Na + 2 NH3 → 2 NaNH2 + H2
Diisopropylamid lithný se používá v organické syntéze jako nenukleofilní zásada; nukleofilním reakcím u něj brání sterické efekty. Je komerčně dostupný, obvykle jako roztok v hexanu, ale lze jej také připravit z n-butyllithia a diisopropylaminu.

## Amidy kovů hlavní skupiny
Jsou také popsány amidy kovů hlavní skupiny.

## Amidy přechodných kovů
Amidy přechodných kovů 3. až 7. skupiny je možné vytvořit reakcemi bezvodých chloridů s amidy alkalických kovů. V některých případech lze použít dva ekvivalenty sekundárního aminu, kdy jeden slouží jako zásada:
MCln + n LiNR2 → M(NR2)n + n LiCl
MCln + 2n HNR2 → M(NR2)n + n HNR2·HCl
Amidy přechodných kovů se získávají několika způsoby:
- reakcemi halogenidů s amidy alkalických kovů
- deprotonacemi koordinovaných aminů

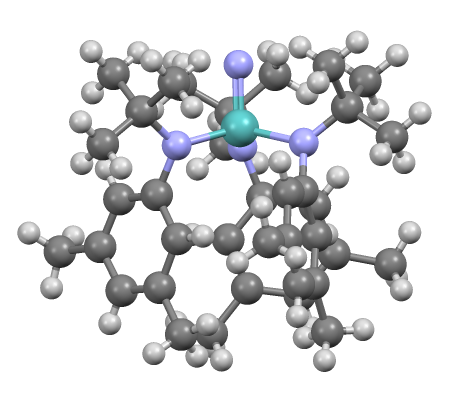
Struktura nitrido-amidového komplexu NMo(N(t-Bu)(C_{6}H_{3}Me_{2})_{3}

- oxidačními adicemi aminů.

### Amido-aminové komplexy
Některé kationtové amminkomplexy, například [Pt(NH3)6]4+, se samovolně přeměňují na amidokomplexy:
[Pt(NH3)6]4+ → [Pt(NH3)5(NH2)]3+ + H+
Amidy přechodných kovů jsou meziprodukty zásaditých substitučních reakcí amminkomplexů, SN1CB mechanismus odštěpení chloridového iontu od chloridu chloropentamminkobaltitého prochází přes amidokomplex:
[Co(NH3)5Cl]2+ + OH− → [Co(NH3)4(NH2)]2+ + H2O + Cl−
[Co(NH3)4NH2]2+ + H2O → [Co(NH3)5OH]2+